# Morgen ist alles besser
Morgen ist alles besser ist eine deutsche Filmkomödie aus dem Jahre 1948 von Arthur Maria Rabenalt. Die Hauptrolle einer Primanerin spielte die aus dem amerikanischen Exil heimgekehrte Ellen Schwanneke, die während der Drehzeit bereits über 40 Jahre alt war. An ihrer Seite wirkten Jakob Tiedtke, Rudolf Prack, Paul Klinger und Grete Weiser mit. Die Geschichte basierte auf einem Roman von Annemarie Selinko.

## Handlung
Christiane Borck, die als Primanerin noch zur Schule geht, will ihren in der frühen Nachkriegszeit Not leidenden und darbenden, kranken, alten Vater unbedingt finanziell unterstützen. Sie möchte ihm gern einen dringend benötigten Kuraufenthalt ermöglichen. Deshalb kommt Christiane auf die Idee, als Sprecherin „Christl Bark“ beim Rundfunk anzufangen. Doch die Sache hat einen Haken: Sie soll ausgerechnet dann auf Sendung gehen, wenn sie eigentlich die Schulbank drücken müsste. Dazu kommt noch, dass zwei ihrer Radiokollegen sich ihretwegen zu entzweien drohen, da beide auf die flotte junge Dame ein Auge geworfen zu haben scheinen.
Doch Christine erweist sich als wahre Meisterin im Lösen sämtlicher Probleme, die sich dank ihres Engagements schließlich in Luft auflösen: Die beiden Kollegen, der Rundfunk-Regisseur Axel Robert und der Sportberichterstatter Thomas Schott, versöhnen sich wieder, der Vater kann schließlich seine Kur antreten und anschließend, als Kapitän im Ruhestand, auf die Kommandobrücke eines Rheindampfers zurückkehren, und sogar die quirlige, verwitwete Tante Florentine Kneefke erfährt ein spätes Glück: Sie wird verkuppelt und angelt sich den heiratslustigen Sepp Sedlmeyer, einen einstigen Schwergewichtsmeister im Boxen, samt Gasthof. Christiane selbst aber hat den Mann fürs Leben gefunden und heiratet.

## Produktionsnotizen
Morgen ist alles besser – der Optimismus verbreitende Titel sollte als Programm verstanden werden – entstand in Wildbad Kreuth, das dortige Kurhaus wurde zum Filmatelier umgewandelt. Die Premiere war am 21. Dezember 1948 in Hamburg. Die Berliner Erstaufführung fand im Westen am 1. Februar 1949 statt, die im Osten der Stadt am 14. Dezember 1949.
Ernst H. Albrecht gestaltete die Filmbauten, Berolina-Besitzer Kurt Ulrich war Produktionsleiter.
Hauptdarstellerin Ellen Schwanneke beendete mit diesem, ihrem ersten und einzigen Nachkriegsfilm ihre Kinokarriere. Danach war sie nur noch in einigen Fernsehfilmen und am Theater zu sehen gewesen. Filmeditor Walter Boos wiederum, gerade 20 Jahre alt, gab hier seinen Einstand beim Film.
Diese Produktion war ein so genannter Austauschfilm Westdeutschland/Mitteldeutschland.

## Wissenswertes
Morgen ist alles besser war die erste Produktion der Berliner Filmfirma Berolina-Filmproduktion GmbH der Produzenten Kurt Ulrich und Kurt Schulz.

## Kritiken
Paul Hühnerfeld schrieb anlässlich der Hamburger Premiere in der Zeit: „‚Morgen wird [sic!] alles besser‘, ein hoffnungsvoller Titel für einen hoffnungsvollen Film. Das Ziel des Regisseurs (Arthur Maria Rabenalt) und des Drehbuchautors (W. P. Zibaso) ist es, eine ‚trümmerfreie‘ und gänzlich unproblematische Story auf der Leinwand vorbeiziehen zu lassen. Denn das Leben ist nicht nur schwer und mit tiefgründigen Problemen behangen, sondern ebensooft leicht, launig und voller glücklicher Zufälle, wenn man sie nur festzuhalten weiß. Wie in diesem Film eine brave Tochter ihrem kranken Vater hilft und dabei auch noch zum Rundfunkstar und zur glücklich Verliebten wird, das ist voller Frische, ganz ohne Sentimentalität und dabei noch nicht einmal unglaubwürdig. (…) Gewiß, an manchen Stellen hätte man sich in diesem Film, zu dem Werner Bochmann die Musik schrieb, originellere Einfälle gewünscht, aber – ‚Morgen ist alles besser‘ – wird uns in diesem Film zum Schluß noch einmal eindringlich versprochen.“

„Die (zeitbedingt übertrieben) optimistische Geschichte eines jungen Mädchens, das durch Erfolg im Beruf nicht nur Geld für den kurbedürftigen Vater beschafft, sondern auch noch glücklich im Hafen der Ehe landet. (…) Anspruchsloser, immerhin erträglich gespielter Film mit sämtlichen Merkmalen der frühen deutschen Nachkriegsproduktion.“

„Die rührende Geschichte vom edelherzigen Töchterchen, das Geld für den kurbedürftigen Vater heranschafft, und happyendlich heiratet, ist ein Spaß.“